# 腰斬 (大眾媒體)
在大眾媒體中，腰斬代表連載或播放中的作品因故中止。視脈落而定，「中止」可能包含停止播送、不製作下一季、提早完結等意義。一般而言，觀眾的反應會是影響腰斬與否的最直接因素。觀眾的反應在漫畫會被量化為讀者投票，在電視劇則為收視率。其他因素也可能導致作品腰斬，包含製作成本過高、作品爭議、意外事件等。

## 詞源
腰斬原本是中國古代的一種刑罰，後被衍生為「事物從中間割裂」的意思。如今大眾媒體的引申義，可追溯至1970年代：當時就有以「腰斬」形容作品遭出版社停刋的處境。後來「腰斬」的引申義逐漸在大眾媒體傳開。

## 生態

### 漫畫
漫畫雜誌連載的作品中，讀者反應不佳為最重要的腰斬原因。只要作品一時不受讀者歡迎，即使故事劇情還沒完結、或已長期連載，連載還是會被腰斬。根據京都大學的研究發現，在漫畫雜誌讀者有1,000人、且連載五份漫畫作品的假設下，如果有作品在該雜誌低於100票超過十個星期，作品就會被腰斬。漫畫家彭傑指出，漫畫作品遭到腰斬的主因，為讀者反應不佳、或漫畫雜誌無法營運下去。友善文創副總經理黃宏榮則形容腰斬「每小時都在發生」。儘管如此，也有面臨腰斬危機後，還能再度翻身的個案。
連載的作品也可能因為其他原因而遭腰斬。《殺死異世界轉生者-作弊殺手-》開始連載時，有讀者發現故事轉生者，影射了其他異世界作品的主角，並向富士見書房投訴，致使作品腰斬。

### 電視劇
收視率為電視劇存活與否的重要指標。收視率不佳的電視劇容易被腰斬、收視率告捷的節目則容易維持下去。即使電視劇受到政府與菁英閱聽者支持，如果最後的收視率不高，導致廣告收益不佳，電視劇同樣難逃被腰斬或更動時段的命運。部份電視台甚至會出於收視率，而更動原本決定好的節目時間表。
根據Vox的Emily St. James分析指出，七個影響電視劇腰斬的因素中，有六個與收視率不佳有關。最後一個則是電視劇放得太久，使其成本高到無法持續。Emily舉出在美國，如《Mulaney》這種星期日只有230萬名的收視率，是屬於非常差的成績。一季之後就會被腰斬。但多數節目的收視率不會如此明顯，所以電視公司還會考量成本、授權費、電視網系統、串流媒體等因素。另一方面，臺灣部份收視率良好的節目，可以播放長達百集以上。亞馬遜公司的Amazon Prime Video會使用內部演算法，決定是否播放原創作品。2017年，亞馬遜宣佈取消《不做乖乖女》。儘管有數據支持該作品表現不佳，但由於取消當時並未公佈數據、以及公司高層對女性作品的態度，使得無法了解理由的大眾，開始爭論公司是否存在厭女情緒。收視數據也從未於爭論中提及。
廣告代理商是另一個影響腰斬的重要因素。1978年，中國文化學院大衆傳播學系發現，有許多高水準、有社會教育性的節目，會因為不受廣告商歡迎而腰斬；而儘管《宇宙戰士》收視率不錯，但由於其中有贊助商經營狀況不佳，影響到廣告收益，使得動畫遭到腰斬。
製作成本也是考量腰斬與否的因素。比較老的作品、或是作品的製作公司有預算問題，尤其容易碰上成本問題。美国广播公司在在製作八季的《靈書妙探》後，儘管試圖以減少演員來降低成本，但隨即發現該劇的成本已經過高，因此決定結束作品。科幻警匪电视剧《机器之心》的製作公司，在放了一季後，宣佈腰斬不續訂。輿論普遍認為該劇在視覺效果方面花了重本。BBC近年的預算大減，也導致部份作品被取消。
其他原因也可導致電視劇腰斬。《窈窕淑女》的作者大和和紀在訪談中表示，她的動畫與1980年夏季奥林匹克运动会的電視轉播時段衝突，因此動畫遭到腰斬。直到2017年才推出劇場版動畫。在紀實性的電視劇，有電視劇由於捏造事實而突然腰斬。政治方面，有電視戲劇製作人報告，偶像劇在中華人民共和國往往會無法通過廣電總局審核。《流星花園》就因此在播放時中途停播。此外，觀眾投訴節目、演員行為不端等意外事件，都可能會導致電視劇腰斬。